# Kaspar Capparoni
Kaspar Capparoni (Roma, 1 d'agost de 1964) és un actor italià, conegut per actuar a la sèrie de televisió Rex, un policia diferent.

## Biografia
Començà a l'edat de 18 anys en el teatre gràcies a Giuseppe Patrone Griffi. Després, el 1984, va formar part del repartiment de la pel·lícula Phenomena, dirigida per Dario Argento i va actuar en Colpi di luce (1985), dirigida per Enzo G. Castellari, Gialloparma (1999), dirigida per Alberto Bevilacqua, Encantat (2002), dirigida per Corrado Colombo, Il Ritorno del Monnezza (2005), dirigida per Carlo Vanzina, Two Families i Il sole nero, ambdues del 2007.
També va treballar en diverses sèries de ficció televisiva, entre elles la telenovel·la Ricominciare (2000), la minisèrie de televisió Petit món antic, les sèries Incantesimo 4, (2001) i Elisa di Rivombrosa (2003), La caça (2005), minisèrie dirigida per Massimo Spano, on és l'antagonista d'Alessio Boni i la sèrie Capri (2006).
El 2007 es va convertir en protagonista de la minisèrie Donna Detective, dirigida per Cinzia TH Torrini i l'any següent va participar en Rex, un policia diferent, dirigida per Marco Serafino, i en la sèrie Capri 2, dirigida per Andrea Barzini i Giorgio Molteni.

## Filmografia

### Cinema
- Phenomena (1984), dirigida per Dario Argento
- Colpi di luce (1985), dirigida per Enzo G. Castellari
- Gialloparma (1999), dirigida per Alberto Bevilacqua
- Encantado (2002), dirigida per Corrado Colombo
- Il ritorno del Monnezza (2005), dirigida per Carlo Vanzina
- Two families (2007), dirigida per Barbara Wallace i Thomas R. Wolfe
- Il sole nero (2007), dirigida per Krzysztof Zanussi

### Televisió

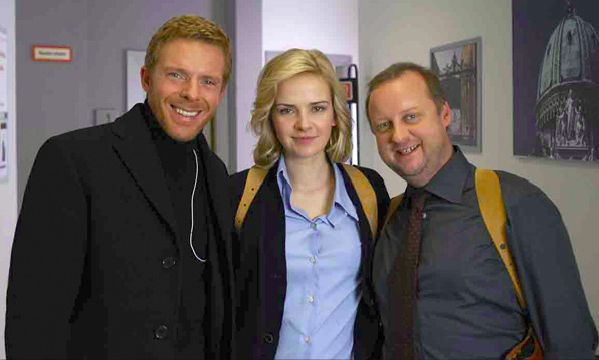
Kaspar Capparoni (esquerra) amb Denise Zich i Martin Weinek.

- Addio e ritorno (1995), dirigida per Rodoldo Roberti - TV Movie
- Tequila e Bonetti (2000), dirigida per Bruno Nappi e Christian I. Nyby II - episodi: Cuore rapito - Sèrie de TV
- La casa delle beffe (2000), dirigida per Pier Francesco Pingitore - Minisèrie de TV
- Ricominciare (2000-2001), diversos directors - Soap opera
- Piccolo mondo antico (2001), dirigida per Cinzia TH Torrini - Sèrie de TV
- Incantesimo 4 (2001), dirigida per Alessandro Cane e Leandro Castellani - Sèrie de TV
- Elisa di Rivombrosa (2003), dirigida per Cinzia TH Torrini - Sèrie de TV
- La caccia (2005), dirigida per Massimo Spano - MiniSèrie de TV
- Provaci ancora Prof (2005), dirigida per Rossella Izzo - Episode: La mia compagna di banco - Minisèrie de TV
- Capri (2006), dirigida per Francesco Marra and Enrico Oldoini - Sèrie de TV
- Donna Detective (2007), dirigida per Cinzia TH Torrini - MiniSèrie de TV
- Rex (2008), dirigida per Marco Serafini - MiniSèrie de TV
- Capri 2 (2008), dirigida per Andrea Barzini and Giorgio Molteni - Sèrie de TV
- Il giudice Mastrangelo 3 (2009), dirigida per Enrico Oldoini - Fiction tv